# Pseudohadena lesghica
Pseudohadena lesghica là một loài bướm đêm trong họ Noctuidae.